# Método de oposición de Poggendorff
El método de oposición de Poggendorff es utilizado para medir el potencial (voltaje) en un circuito. El método fue descrito por Johann Christian Poggendorff alrededor de 1841 y se ha convertido en una técnica de medición común en el laboratorio.
En este dispositivo, una fracción de un voltaje constante y conocido se opone con un voltaje desconocido conectado en serie con un galvanómetro. El potenciómetro es ajustado de forma tal que el galvanómetro no acuse pasaje de corriente, indicando que el potencial es igual y opuesto al voltaje desconocido. En este punto, la magnitud del potencial puede ser calculada a partir de la posición del potenciómetro, el cual ha sido calibrado previamente con una pila estándar o patrón .
Debido a que las celdas o pilas tienen una resistencia interna, hace que la medida de la FEM con métodos donde se produce circulación de corriente en el circuito, como por ejemplo los voltímetros, genere una lectura incorrecta en el valor del potencial. Este efecto se hace aún más importante en aquellas pilas que son afectadas por la polarización. Esta es la razón por la cual el uso del método de oposición, donde la medida se realiza con circulación de corriente nula, sea todavía importante en trabajos de medición eléctrica y estandarización en áreas como la Electroquímica. 

## Circuito Básico

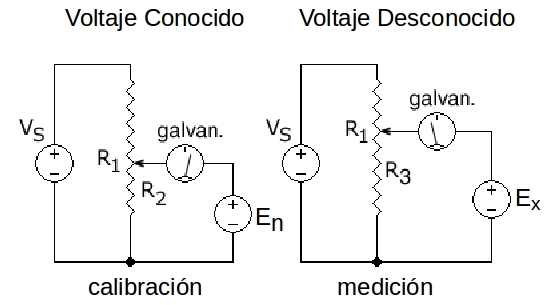
El potenciómetro es calibrado y luego empleado para medir un voltaje desconocido. R_{1} es la resistencia total. R_{2} y R_{3} representan las resistencias parciales logradas a partir del ajuste del potenciómetro.

En este circuito, las terminales de una resistencia constante R1 se conectan a un suministro de corriente continua VS que va a suministrar un voltaje externo constante. El potenciómetro es primero calibrado, seleccionando una resistencia R2 de modo de coincidir con el voltaje de una celda o pila estándar En. 
Se utiliza una celda estándar cuya FEM es conocida (p. ej. 1.0183 V para la celda estándar de Weston) y no varía con el tiempo.
El voltaje VS es entonces ajustado hasta que el galvanómetro no muestra pasaje de corriente, indicando que el voltaje en R2 es igual al voltaje de celda estándar En. Así  {\displaystyle {R_{2} \over R_{1}}={E_{n} \over V_{\mathrm {S} }}}
Luego, un voltaje desconocido Ex se conecta en serie con el galvanómetro, variando el potenciómetro para obtener una resistencia R3 hasta igualar al voltaje desconocido En. En este caso,  {\displaystyle {R_{3} \over R_{1}}={E_{x} \over V_{\mathrm {S} }}}.
El último paso consiste en calcular el voltaje desconocido a partir de las resistencias aplicadas,  {\displaystyle {R_{3} \over R_{2}}={E_{x} \over E_{n}}}. De esta forma, se independiza la medida del valor de VS.
Cabe aclarar que el galvanómetro no necesita ser calibrado, ya que su única función es leer cero (sin pasaje de corriente) o distinto de cero (con pasaje de corriente). 
En algunos equipos, en vez de leer valores de resistencia, se regula una cantidad determinada de corriente para así leer directamente el valor del potencial en volts.